# Жолтовский, Эдвард
Эдвард Юзеф Бенедикт Жултовский (Жолтовский) (пол. Edward Żółtowski; 18 марта 1775, с. Мохово Плоцкое воеводство (Королевство Польское) — 30 января 1842, Варшава, Царство Польское, Российская империя) — польский и французский военачальник, бригадный генерал Польских войск (с 1816), дивизионный генерал Польских войск (с 1829).

## Биография
Представитель шляхетского рода герба Огоньчик.
В 17-летнем возрасте в 1792 году поступил на службу в артиллерию Речи Посполитой. Участник восстания Т. Костюшко. После подавления восстания эмигрировал в Италию, где в мае 1797 года вступил в Польские легионы. Служил в чине поручика пехотной артиллерии. Позже был назначен капитаном 3-го пехотного батальона. В рядах легионов сражался в кампаниях 1797—1800 годов. Получил назначение на должность капитана 1-го польского пехотного полка.
В 1806 году вместе с Великой армией Наполеона участвовал в кампания в Польше и Восточной Пруссии, был назначен майором 3-го пехотного полка (затем 11-го пехотного полка), с которым принимал участие в сражении у Нидзицы и битве при Гуттштадте.
В марте 1807 года получил чин полковником, стал командиром полка. В 1809 году во время войны Варшавского герцогства с Австрией, в Рашинской битве командовал 3-м пехотным полком, участвовал в штурме Сандомира и Замосця.
С декабря 1811 года — бригадный генерал.
Участник кампании Наполеона против России. С марта 1812 года — командир 1-й бригады 17-й дивизии пехоты Великой армии генерала Я. Домбровского. После кампании 1812 года вернулся в Польшу и стал командиром бригады в дивизии И. Красинского в Калише. Сменил заболевшего генерала, и принял на себя командование дивизией в феврале 1813 года. С составе дивизии участвовал в Битве народов. Получил ранение в битве под Лейпцигом.
Командуя пехотной дивизией прошёл всю немецкую кампанию. 3 марта 1814 года получил чин бригадного генерала французской армии. С 5 мая 1814 г. — в отставке.
Затем служил в армии Царства Польского, командовал 1-й бригадой 2-й стрелковой дивизии польской армии. В 1826 году получил звание дивизионного генерала и назначен комендантом Замойской крепости.
Участвовал в Польском восстании 1830 года. Занимался созданием повстанческих подразделений.

## Награды
- Орден Святого Станислава 2-й степени (Царство Польское, 1819)[3]
- Рыцарский крест ордена «Virtuti militari» (Варшавское герцогство, 1808)[4]
- Офицер ордена Почётного легиона (Французская империя, 1813)[4]
- Кавалер ордена Почётного легиона (Французская империя, 1813)[4]
- Кавалер Королевского ордена Обеих Сицилий (Неаполитанское королевство, 1814)[4]
- Орден Святого Владимира 3-й степени (Российская империя)[5]
- Знак отличия «XXX лет беспорочной службы» (Российская империя, 1830)[6]